# Yolando Pino
Yolando Pino Saavedra (Parral, 17 de junio de 1901 - Santiago, 1992) fue doctor en filosofía, académico, profesor, escritor, folclorista chileno y miembro de la Academia Chilena de la Lengua. Su labor más destacada fue el rescate de tradiciones folclóricas chilenas.

## Biografía
Yolando Pino nació en Parral, una comuna ubicada en la VII Región del Maule, en Chile. Es el primer hijo de un funcionario de ferrocarriles y de su madre que murió cuando él no alcanzaba a cumplir los tres años. Desde muy niño, Yolando se mudó constantemente a Valdivia y de vuelta a Parral, debido al trabajo de su padre. Este contrajo una nueva relación de la que nacen siete hijos, los hermanastros de Yolando. A medida que éstos iban creciendo, Pino se convertía en un adolescente que se destacaba en sus estudios secundarios y que sentía una gran inquietud por la poesía. 
En 1920 ingresa al Instituto Pedagógico de la Universidad de Chile en Santiago, mismo año en el que conoció, en los cursos que su carrera compartía con los estudiantes de francés, a un joven Neftalí Reyes. Ambos de Parral, se hicieron amigos y compartieron durante esos años de estudio, tanto lecturas como sus propias escrituras.
Luego de titularse como Profesor de Castellano, Yolando Pino viajó a Alemania para realizar un Doctorado en Filosofía en la Universidad de Hamburgo. Ahí estudió junto a sus colegas y maestros Küchler, Krüger y Petsch, los métodos de la investigación filológica y literaria de Dilthey, Vossler, Curtius y Spitzer. Si bien, Pino estaba profundamente dedicado a estos estudios académicos, mantuvo siempre su inquietud por la poesía; aunque dejó de escribir ya que al leer uno de sus poemas a su tutor alemán, este le dijo que "eso" no servía para nada. Es así como Pino continuó sus estudios sumando, paralelamente a la investigación científica, los cursos de Ciencia General de la Literatura y Literatura Alemana Moderna. Sin embargo, en los últimos años de su doctorado, Pino volvió a leer poesía, pero no la suya. Esa vez optó por leer a un desconocido Pablo Neruda, quien había abandonado su nombre original Neftalí Reyes. Es así como Yolando Pino tradujo y recitó por primera vez al alemán los Veinte poemas de amor y una canción desesperada, a un grupo de profesores prusianos en Berlín.
Finalizados los estudios en la Universidad de Hamburgo, Yolando vuelve a Chile como uno de los primeros chilenos en realizar un doctorado en el extranjero. Una vez en su país natal, la Universidad de Chile lo acogió para que impartiera cátedras de Estilo y Composición y de Estética Literaria. Alumno suyo fue Marino Pizarro, exrector de la Universidad de Chile el año 1990, quién describe a Yolando de esta manera: 

De esa apariencia severa y disciplina irreductible habría de surgir, sin advertirlo todavía, la figura humanizada de un maestro de verdad. Debieron pasar algunos meses para poder traducir ese escondido espíritu de docente peculiar y astuto. Y al ingresar más tarde al curso de Estética Literaria, pasadas ya las sorpresivas y apremiantes clases del primer año, hallábamos al maestro de pie junto al pupitre, repitiendo los versos, como un poeta más y como el poeta que quiso ser, de libros que habrían de constituir lecturas obligadas de nuestro quehacer estético.

La cúspide de su carrera académica fue el decanato de la Facultad de Filosofía y Humanidades de la Universidad de Chile en 1941. Pero su período como decano de la facultad duró poco; una huelga de los alumnos del instituto pedagógico dejó sin posibilidad de reelección a un marginado Yolando Pino, que dejó su puesto, llevándose con él todas las intenciones por cambiar la estructura interna de la facultad. Sin embargo y sin imaginarlo, ese hecho fue esencial en su labor literaria, pues en los años siguientes, Yolando comenzó su labor de rescate e investigación folklórica.
Desde abril de 1948 hasta 1960, Pino recorrió -durante los veranos- buena parte del territorio chileno. De norte a sur se introdujo en ciudades y pueblos como Coquimbo, Illapel, La Unión, Río Bueno, Los Andes, Pomaire, Valdivia, Los Lagos, Valparaíso, Lago Ranco, entre otros; buscando campesinos, mapuches, gente humilde que trabajaba la tierra, pero que tenía un don especial: eran artistas de la narración oral. Toda una tradición de origen medieval español, relatada por hombres y mujeres analfabetos del pueblo chileno. Fruto de ese trabajo es la obra más conocida de este autor: el tomo I, II y III de Cuentos Folklóricos de Chile.
Unos años antes, en 1954, la Academia Chilena de la Lengua, lo nombró miembro de esa institución. Cargo por el que trabajó, junto a personajes como Guillermo Blanco, Joaquín Edwards Bello y Armando Uribe, hasta el día de su muerte.
En las décadas siguientes, Pino siguió su labor de rescate, así como su participación en la Academia Chilena de la Lengua. Publicó nuevas antologías de cuentos orales y fueron varias las veces que volvió a viajar a destinos como Alemania, Francia, Inglaterra y Estados Unidos en representación de la Academia. Sus obras fueron traducidas a varios idiomas: inglés, alemán, coreano y estonio.
En 1992, un ataque cardíaco acabó con la vida de este escritor. Sus restos fueron cremados y luego arrojados en las aguas cordilleranas del río Mapocho.

## Obra
- La obra más trascendental de Yolando Pino es, sin duda, el rescate que hizo de la tradición de cuentos orales chilenos. Sin embargo, este trabajo tiene un origen paradójico, pues Pino comenzó buscando cantores y poetas, en vez de cuenteros:[2]

En abril de 1948 hice una excursión por el valle del río Elqui y alcancé hasta el pueblo de Paihuano. Por entonces empezaba a interesarme el estudio de las tradiciones populares y en particular, el de la poesía. En el breve tiempo de que disponía traté de encontrar cantores o poetas. Un anciano muy despierto y amistoso creyó de su deber entretenerme contándome dos cuentos humorísticos, porque no sabía romances ni cantaba canciones, y me declaró su buena voluntad para darme a conocer en otra oportunidad todo su repertorio. De este modo descubrí que los cuentos populares estaban en plena vigencia por lo menos en las zonas rurales y, cambiando de propósitos, decidí dedicarme enteramente a la recolección y estudio de las narraciones tradicionales del pueblo.

De esta manera, Pino partió todos los veranos a distintas localidades reuniendo, en doce años de trabajo, 270 cuentos que conformaron los tres tomos de Cuentos Folklóricos de Chile. Pino transcribió todos esos cuentos manteniendo el lenguaje de los relatores, es decir, mantuvo intacta la jerga, los modismos y el vocabulario de cada cuentero; lo que conserva la oralidad, la voz, por sobre las leyes formales de la sintaxis y la gramática dentro de la escritura. Además, cada cuento posee un análisis comparativo y cualitativo, que los sitúa en un sistema de clasificación conocido como el método Aarne-Thompson. A través de ese método, Pino podía descubrir el origen de los cuentos, si provenían de un pueblito cerca de Salamanca o de uno en Alemania.
- En 1960, la Editorial Nascimento publica la primera edición bilingüe (alemán-español) de poemas del autor Austriaco Rainer Maria Rilke, cuya traducción y prólogo son hechas por Yolando Pino. El libro se llama Gedichte Poesías.

- Después de la publicación de Cuentos Folklóricos de Chile, Pino continuó la búsqueda de cuentos y cuenteros. Y por ende, continuaron las ediciones de nuevas antologías de relatos orales, así también nuevas ediciones.

## Publicaciones
- Cuentos Folklóricos de Chile Tomo I (1960).
- Cuentos Folklóricos de Chile Tomo II (1961).
- Cuentos Folklóricos de Chile Tomo III (1962).
- Folktales of Chile (1967).
- Cuentos Orales Chileno Argentinos (1970).
- Cuentos Mapuches de Chile. (1987).
- Cuentos Folklóricos Chilenos de Raíces Hispánicas (1992).